# Leandro Buscapé
Leandro da Silva Nogueira, ou Buscapé, como também é conhecido (São Paulo, 11 de novembro de 1985) é um lutador brasileiro de MMA. Atualmente integra o elenco UFC na categoria peso-leve (até 70,3 kg).  

## Carreira no MMA
Leandro Silva fez sua estreia no MMA profissional no Beach Fight Festival contra o lutador Viscardi Andrade e ganhou por decisão unânime.

### The Ultimate Fighter: Brasil 2
Buscapé lutou nas eliminatórias do TUF contra o lutador David Vieira mas perdeu por decisão  majoritária.

### Ultimate Fighting Championship
Leandro foi contratado para enfrentar o Ildemar Marajó no UFC on Fuel TV: Nogueira vs. Werdum, mas Leandro perdeu por decisão unânime. Após a derrota ele foi liberado do UFC.

### Pós UFC
Após ser demitido do UFC, Leandro lutou em alguns eventos no Brasil e também no Pancrase do Japão, vencendo todas as cinco lutas que fez.

### Retorno ao UFC
Leandro retornou ao UFC em 14 de Setembro de 2014 no UFC Fight Night: Pezão vs. Arlovski II substituindo o mexicano Efrain Escudero e enfrentou seu conterrâneo Francisco Trinaldo. Ele foi derrotado por decisão unânime em uma luta muito equilibrada.
Leandro enfrentou o veterano Charlie Brenneman em 8 de Novembro de 2014 no UFC Fight Night: Shogun vs. St. Preux e o venceu por finalização com um mata leão no primeiro round.
Leandro derrotou em seguida Drew Dober em 21 de Março de 2015 no UFC Fight Night: Maia vs. LaFlare e o derrotou por finalização técnica no segundo round. Porém devido a um erro da arbitragem a vitória foi cancelada e a luta foi declarada Sem Resultado. O árbitro da luta, Eduardo Herdy, encerrou o duelo quando Leandro Buscapé pegou Dober pelo pescoço em uma guilhotina. O juiz interrompeu o combate porque o americano teria ficado inconsciente. No entanto, o lutador estava tentando sair do golpe do brasileiro normalmente. Após a luta, Herdy foi muito criticado e por Dana White. "Foi um dos maiores erros de um juiz na história. Deve ser absolutamente uma no-contest (luta sem vencedor)", disse White em entrevista ao Fox Sports Live.
Silva aceitou uma luta contra Lewis Gonzalez em 27 de Junho de 2015 no UFC Fight Night: Machida vs. Romero a uma semana do evento, portanto a luta ocorreu um peso acima do peso normal de Leandro, nos meio médios. Ele venceu a luta por decisão unânime.
Leandro enfrentou Efrain Escudero em 21 de Novembro de 2015 no The Ultimate Fighter: América Latina 2 Finale. Ele venceu a luta por decisão unânime.

## Cartel no MMA
| Cartel no MMA   |             |            |
| 26 lutas        | 19 vitórias | 5 derrotas |
| Por nocaute     | 1           | 0          |
| Por finalização | 8           | 0          |
| Por decisão     | 10          | 5          |
| Empates         | 1           | 1          |
| No contest      | 1           | 1          |

| Res.    | Cartel     | Oponente                     | Método                           | Evento                                       | Data       | Round | Tempo | Local                 | Notas                                                                            |
| ------- | ---------- | ---------------------------- | -------------------------------- | -------------------------------------------- | ---------- | ----- | ----- | --------------------- | -------------------------------------------------------------------------------- |
| Derrota | 19-5-1 (1) | Rustam Khabilov              | Decisão (unânime)                | UFC Fight Night: Arlovski vs. Barnett        | 03/09/2016 | 3     | 5:00  | Hamburgo              |                                                                                  |
| Derrota | 19-4-1 (1) | Jason Saggo                  | Decisão (dividida)               | UFC Fight Night: MacDonald vs. Thompson      | 18/06/2016 | 3     | 5:00  | Ottawa, Ontário       |                                                                                  |
| Vitória | 19-3-1 (1) | Efrain Escudero              | Decisão (unânime)                | TUF América Latina 2 Finale                  | 21/11/2015 | 3     | 5:00  | Monterrey             |                                                                                  |
| Vitória | 18-3-1 (1) | Lewis Gonzalez               | Decisão (unânime)                | UFC Fight Night: Machida vs. Romero          | 27/06/2015 | 3     | 5:00  | Hollywood, Florida    | Luta nos Meio Médios.                                                            |
| NC      | 17-3-1 (1) | Drew Dober                   | Sem Resultado                    | UFC Fight Night: Maia vs. LaFlare            | 21/03/2015 | 2     | 2:45  | Rio de Janeiro        | Havia vencido por finalização; O árbitro interrompeu a luta sem o lutador bater. |
| Vitória | 17-3-1     | Charlie Brenneman            | Finalização (mata leão)          | UFC Fight Night: Shogun vs. St. Preux        | 08/11/2014 | 1     | 4:15  | Uberlândia            | Performance da Noite.                                                            |
| Derrota | 16-3-1     | Francisco Trinaldo           | Decisão (unânime)                | UFC Fight Night: Pezão vs. Arlovski II       | 13/09/2014 | 3     | 5:00  | Brasília              | Retorno ao UFC.                                                                  |
| Vitória | 16-2-1     | Gilson Lomanto               | TKO (chute na cabeça e socos)    | MMA Super Heroes 5                           | 02/08/2014 | 1     | 3:50  | São Paulo             |                                                                                  |
| Vitória | 15-2-1     | Lindeclecio Oliveira Batista | Finalização (guilhotina)         | MMA Super Heroes 4                           | 30/05/2014 | 3     | 0:25  | São Paulo             |                                                                                  |
| Vitória | 14-2-1     | Yoshiaki Takahashi           | Decisão (unânime)                | Pancrase 257                                 | 30/03/2014 | 3     | 5:00  | Yokohama              |                                                                                  |
| Vitória | 13-2-1     | Carlos Leal Miranda          | Decisão (unânime)                | Talent MMA Circuit 5 - Etapa Campinas        | 23/11/2013 | 3     | 5:00  | Campinas              |                                                                                  |
| Vitória | 12-2-1     | Wilson Teixeira              | Finalização (mata leão)          | Bitetti Combat 16                            | 19/07/2013 | 2     | 3:32  | Rio de Janeiro        |                                                                                  |
| Derrota | 11-2-1     | Ildemar Marajó               | Decisão (unânime)                | UFC on Fuel TV: Nogueira vs. Werdum          | 08/06/2013 | 3     | 5:00  | Fortaleza             | Estreia no UFC.                                                                  |
| Vitória | 11-1-1     | Chris Wilson                 | Decisão (dividida)               | Predador FC 23                               | 09/03/2013 | 3     | 5:00  | São José do Rio Preto |                                                                                  |
| Vitória | 10-1-1     | Gilmar Dutra Lima            | Decisão (unânime)                | Nitrix - Champion Fight 12                   | 18/08/2012 | 3     | 5:00  | Blumenau              |                                                                                  |
| Vitória | 9-1-1      | Franklin Jensen              | Decisão (unânime)                | Nitrix - Champion Fight 11                   | 05/03/2012 | 3     | 5:00  | Joinville             |                                                                                  |
| Vitória | 8-1-1      | Celso Bezerra                | Finalização (mata leão)          | The Coliseum 1                               | 13/04/2012 | 1     | 2:02  | São Paulo             |                                                                                  |
| Vitória | 7-1-1      | Julio Rafael Rodrigues       | Finalização (mata leão)          | Valiant FC - Valiant Fighters Championship 8 | 08/12/2011 | 2     | 1:29  | Ribeirão Preto        |                                                                                  |
| Empate  | 6-1-1      | Gilmar Dutra Lima            | Empate                           | Kumite MMA Combate                           | 28/10/2011 | 3     | 5:00  | Porto Alegre          |                                                                                  |
| Vitória | 6-1        | Lourenco Filho               | Finalização (mata leão)          | Super Power Combat                           | 08/10/2011 | 1     | 1:27  | Barueri               |                                                                                  |
| Vitória | 5-1        | Marcio Alves                 | Finalização (mata leão)          | Fight Stars                                  | 14/09/2011 | 2     | 3:03  | São Paulo             |                                                                                  |
| Vitória | 4-1        | Deivid Santos                | Finalização (triângulo de braço) | Full Heroes Battle 4                         | 25/06/2011 | 1     | 3:09  | Paranaguá             |                                                                                  |
| Vitória | 3-1        | Fernando Lima                | Finalização (triângulo de braço) | Amerad Fighter                               | 17/06/2011 | 2     | 2:01  | Guarujá               |                                                                                  |
| Vitória | 2-1        | Osmar Osmar                  | Finalização (chave de braço)     | Blessed Fight 2                              | 22/05/2009 | 2     | 3:20  | São Paulo             |                                                                                  |
| Derrota | 1-1        | Andre Santos                 | Decisão (unânime)                | KA 1 - Kawai Arena 1                         | 13/12/2008 | 3     | 5:00  | São Paulo             |                                                                                  |
| Vitória | 1-0        | Viscardi Andrade             | Decisão (unânime)                | Beach Fight Festival                         | 10/05/2008 | 3     | 5:00  | São Vicente           |                                                                                  |